# Sisenando
Sisenando (m. 636) foi rei dos visigodos entre 631 e 636.
Sisenando ajudou a destronar Suíntila, com a ajuda de Dagoberto da Nêustria, em troca de uma bandeja de ouro de quinhentas libras de peso, e subiu ao trono em 631.
Convocou o IV Concílio de Toledo no qual se formularam colecções de Leis, tanto civis quanto eclesiásticas, citando entre as primeiras o famoso Forum iudiciorum (foro dos juízes ou código visigótico), e entre as segundas 29 cânones relativos à disciplina e à administração da Igreja. Os clérigos foram declarados isentos de impostos e taxas, previram-se punições para quem faltasse aos juramentos de lealdade para com o rei ou se revoltassem contra ele (à imagem do que fizera o próprio Sisenando).
Quanto à forma de sucessão o concílio foi taxativo: a coroa seria atribuída por eleição, tendo por votantes os aristocratas e os bispos.
O reinado de Sisenando viveu uma crise provocada pela rebelião de Iudila, o que provocou o atraso na reunião do concílio até finais de 633. Apesar de a revolta não vir mencionada em qualquer fonte literária, existem duas moedas cunhadas en Mérida e na região de Ilíberis (actualmente Granada) com a inscrição Iudila Rex. Da mesma forma, o cânone 75 e a demora no início do concílio poderiam ser explicados se Iudila tivesse tentado usurpar o trono.
Sisenando morreu em Toledo em 636, e sucedeu-lhe Quintila.